# Lissosculpta ceylonica
Lissosculpta ceylonica là một loài tò vò trong họ Ichneumonidae.